# Imhotep (La Momie)
Pour les articles homonymes, voir Imhotep (homonymie).
Imhotep est un personnage de fiction créé par John L. Balderston, Nina Wilcox Putnam (en) et Richard Schayer dans le film La Momie réalisé par Karl Freund en 1932.

## Biographie
La biographie du personnage varie légèrement selon les versions.

### La Momie(1932)
Imothep, prêtre de l'ancienne Égypte et amant de la princesse Ank-Souh-Namun, assiste aux derniers instants de cette dernière. Après l'inhumation, seul dans son tombeau, il tente de la ressusciter à l'aide du parchemin de Thot, naguère utilisé par Isis pour ressusciter son frère Osiris. Malheureusement, il est interrompu par la garde avant d'avoir pu achever le rituel. Condamné à être embaumé vivant, il est inhumé dans un lieu secret avec le parchemin.
En 1926, sa momie est découverte par un groupe d'archéologues. L'un d'eux déchiffre le parchemin et ressuscite le prêtre. Imhotep s'enfuit en volant le parchemin. Onze ans plus tard, caché au Caire sous une fausse identité (Ardath Bey), il se met en contact avec une nouvelle équipe d'archéologues et leur indique l'emplacement du tombeau de sa bien-aimée. Il s'entiche alors de la fiancée d'un des archéologues, Helen Grosvenor, fille du gouverneur du Soudan, persuadé qu'elle est la réincarnation de la princesse. Mais lorsqu'il a réussi à faire revenir l'esprit de celle-ci en utilisant le corps d'Helen et qu'il lui propose de l'embaumer vivante pour pouvoir lui offrir l'immortalité, celle-ci prend peur et en appelle à Isis. Le parchemin se met alors à brûler tandis qu'Imhotep se décompose et meurt.

### La Momie(1999)
En 1719 av. J.-C., Imothep, le grand prêtre d'Égypte, assassine le pharaon Séthi Ier avec la complicité d'Anksunamun, la favorite du pharaon. Anksunamun se tue avec un glaive pour échapper aux gardes de pharaon avec la promesse d'Imothep de la ressusciter. Imothep et ses prêtres font route vers Hamunaptra, la cité des morts pour y ressusciter Anksunamun grâce au Livre des Morts. La cérémonie est interrompue par la garde du pharaon. Les prêtres sont condamnés à être momifiés vivants, et Imothep, à subir le Homdaï. Ce supplice est présenté comme le pire qui existe en Égypte ; il consiste à couper la langue du sujet, à le momifier vivant, et à le déposer dans un sarcophage rempli de scarabées carnivores voraces. Cette malédiction est tellement cruelle qu'elle n'avait encore jamais été exécutée. Environ 3000 ans plus tard, en 1926, Imothep est réveillé par une archéologue.

## Description

### Physique
Il possède deux physiques :
- impuissant : il est une momie en décomposition à moitié vivante. Il aspire l'énergie vitale des personnes pour retrouver son apparence.
- comme dans le passé : possédant de la chair (mais pas de sang). Il est chauve et est habituellement habillé en égyptien.

### Pouvoirs
Certains pouvoirs sont communs aux diverses versions du film. Invulnérable, il sait réveiller les morts et agir à distance.
D'autres ne se retrouvent que dans certaines versions de l'histoire. Ainsi, dans le remake de 1999, il peut se régénérer en absorbant l'énergie vitale d'un mortel qui, généralement, en meurt. À pleine puissance, il peut soulever avec son esprit une personne. Il peut également produire une « tornade » de sauterelle ou faire apparaître une tornade de sable ou un tsunami à son image.
Dans cette même version, la présence d'un chat, peut lui faire perdre son énergie voire, en cas de contact prolongé, le tuer.

## Création du personnage
En 1922, à la suite de l'excavation du tombeau de Toutânkhamon et aux morts étranges de membres de l'expédition, les légendes autour d'une malédiction apparaissent. L'opinion publique est impressionnée et tremble. Carl Laemmle Jr., directeur d'Universal, décide alors de créer un personnage qui viendrait en complément des autres monstres du studio, Dracula et la créature de Frankenstein. C'est d'ailleurs Boris Karloff, star Universal et interprète de la créature l'année précédente, qui sera choisi pour interpréter Imhotep.

## Œuvres où le personnage apparaît

### Films
- La Momie (The Mummy, Karl Freund, 1932) avec Boris Karloff
- La Momie (The Mummy, Stephen Sommers, 1999) avec Arnold Vosloo
- Le Retour de la momie (The Mummy returns, Stephen Sommers, 2001) avec Arnold Vosloo

### Autres articles
- Liste de films de momies
- Kharis (La Momie)
- Liste de monstres au cinéma